# Jean-Marie Nadaud
Jean-Marie Nadeau (Parigi, 6 gennaio 1946 – Draveil, 12 dicembre 2006) è stato un fumettista francese. Ha utilizzato anche gli pseudonimi Nado e Marwa.

## Biografia
Ha scritto la sceneggiatura di Jane Holmes e ha contribuito a Pif Gadget dal 1972 al 1992, sceneggiando le avventure di Pif ed Hercule per i disegnatori Louis Cance, Yannick Hodbert e Michel Motti, oltre a prodotto tavole per Zorro e Pif, 3ª serie - Nuova Serie pubblicata dal 2004 al 2008.
Dal 1970 al 1975 ha pubblicato sue tavole sulla rivista per ragazzi Tintin. Insieme a Guilmard Pierre hanno prodotto la serie Wilbur et Mimosa.
Dal 1970 al 1980 ha lavorato con per la rivista per ragazzi Formula 1, Ha collaborato anche con Hop!.